# Juan Gutiérrez
Juan Gutiérrez (Madrid, 1578 – Vigevano, 20 marzo 1649) è stato un vescovo cattolico spagnolo.

## Biografia
Juan Gutiérrez nacque a Madrid da una nobile famiglia dell'aristocrazia cittadina locale, vicina come altre alla corona ispanica ed alla sua corte, al seguito della quale Juan si trasferì ancora in giovane età nel ducato di Milano.
A Milano, infatti, intraprese la carriera ecclesiastica, riuscendo a divenire in breve tempo canonico della chiesa di Santa Maria della Scala (che sorgeva nel luogo ove oggi sorge il Teatro alla Scala).
Da qui, infatti, venne prescelto per doti e tendenze filo-spagnole, dal re Filippo IV di Spagna, duca di Milano, che lo assegnò alla diocesi di Vigevano come vescovo a partire dal 1635. Prese effettivamente governo della sua diocesi dopo la nomina effettiva da parte del pontefice, pervenuta solo il 18 maggio 1648, in quanto più volte la Santa Sede aveva protestato per la continua ingerenza del governo spagnolo negli affari ecclesiastici dell'arcidiocesi milanese e delle diocesi ad essa soggette.
Rimase ad ogni modo in carica solo per breve tempo, in quanto morì a Vigevano il 20 marzo 1649.

## Genealogia episcopale
La genealogia episcopale è:
- Cardinale Guillaume d'Estouteville, O.S.B.Clun.
- Papa Sisto IV
- Papa Giulio II
- Cardinale Raffaele Sansone Riario
- Papa Leone X
- Papa Paolo III
- Cardinale Francesco Pisani
- Cardinale Alfonso Gesualdo di Conza
- Papa Clemente VIII
- Cardinale Pietro Aldobrandini
- Vescovo Laudivio Zacchia
- Cardinale Antonio Barberini, O.F.M.Cap.
- Cardinale Gaspar de Borja y Velasco
- Cardinale Gil Carrillo de Albornoz
- Cardinale Alfonso de la Cueva-Benavides y Mendoza-Carrillo
- Vescovo Juan Gutiérrez